# Autorretrato (Van Gogh, 1889)
O pintor holandês pós-impressionista Vincent van Gogh pintou um autorretrato em óleo sobre tela em setembro de 1889. A obra, que pode ter sido o último autorretrato de Van Gogh, foi pintada pouco antes de ele deixar Saint-Rémy-de-Provence, no sul da França. A pintura está agora no Musée d'Orsay, em Paris.

## Pintura
Este autorretrato foi um dos cerca de 32 produzidos ao longo de um período de 10 anos, e estes foram uma parte importante de seu trabalho como pintor. Ele pintou a si mesmo porque muitas vezes não tinha dinheiro para pagar modelos. Ele levou a pintura com ele para Auvers-sur-Oise, perto de Paris, onde a mostrou ao Dr. Paul Gachet, que a achou "absolutamente fanática".
Os historiadores da arte estão divididos sobre se esta pintura ou o Autorretrato sem barba é o autorretrato final de Van Gogh. Os historiadores de arte Ingo F. Walther e Jan Hulsker consideram que esta é a última, com Hulsker considerando que foi pintada em Arles após a internação de Van Gogh no hospital depois de mutilar sua orelha, enquanto Ronald Pickvance acha que Autorretrato sem barba foi a pintura posterior.